# Dysauxes sketschana
Dysauxes sketschana är en fjärilsart som beskrevs av Bmesch 1915. Dysauxes sketschana ingår i släktet Dysauxes och familjen björnspinnare. Inga underarter finns listade i Catalogue of Life.